# Nagy Irén
Nagy Irén (szül. Hadnagy Irén, Nyikómalomfalva, 1953. május 1. –) erdélyi magyar költő, novellista.

## Életútja
A székelyudvarhelyi Tanítóképző (1973) és a marosvásárhelyi Pedagógiai Főiskola (1978) elvégzése után Csíkszentdomokoson kezdte pályáját mint a Márton Áron Általános Iskola magyar-román szakos tanára.
Első írását, a kivándorlás ellen írt Marasztaló c. versét, a Hargita Népe közölte (1990). Prózájával a Látó novellapályázatán tűnt fel, ahol első díjat nyert (1992). Itt jelent meg kétrészes leleplező elbeszélése Védtelenül c. alatt a szélsőséges „voluntárok” székelyföldi vérengzéseiről, valósághű képet adva az 1944 őszén Csíkszentdomokoson (1993/5) és Szárazajtán (1994/6) bekövetkezett tragédia lezajlásáról és hátteréről.

## Kötetei
- Mégis (versek, Székelyudvarhely 1993)
- Védtelenül (novellák, Székelyudvarhely, 1998)
- Veletek dalol sok ezüst madárka (gyermekversek, Székelyudvarhely, 2009)
- Nyikó menti hajnalok (verses vallomások a szülőföldről, Székelyudvarhely, 2013)
- Transzilván Elégia (Költemény, Székelyudvarhely, 2014)
- Hová lett az Erdő? (Cimba és Zenge meséje a harmadik évezredből,  Székelyudvarhely, 2015)

## Galéria

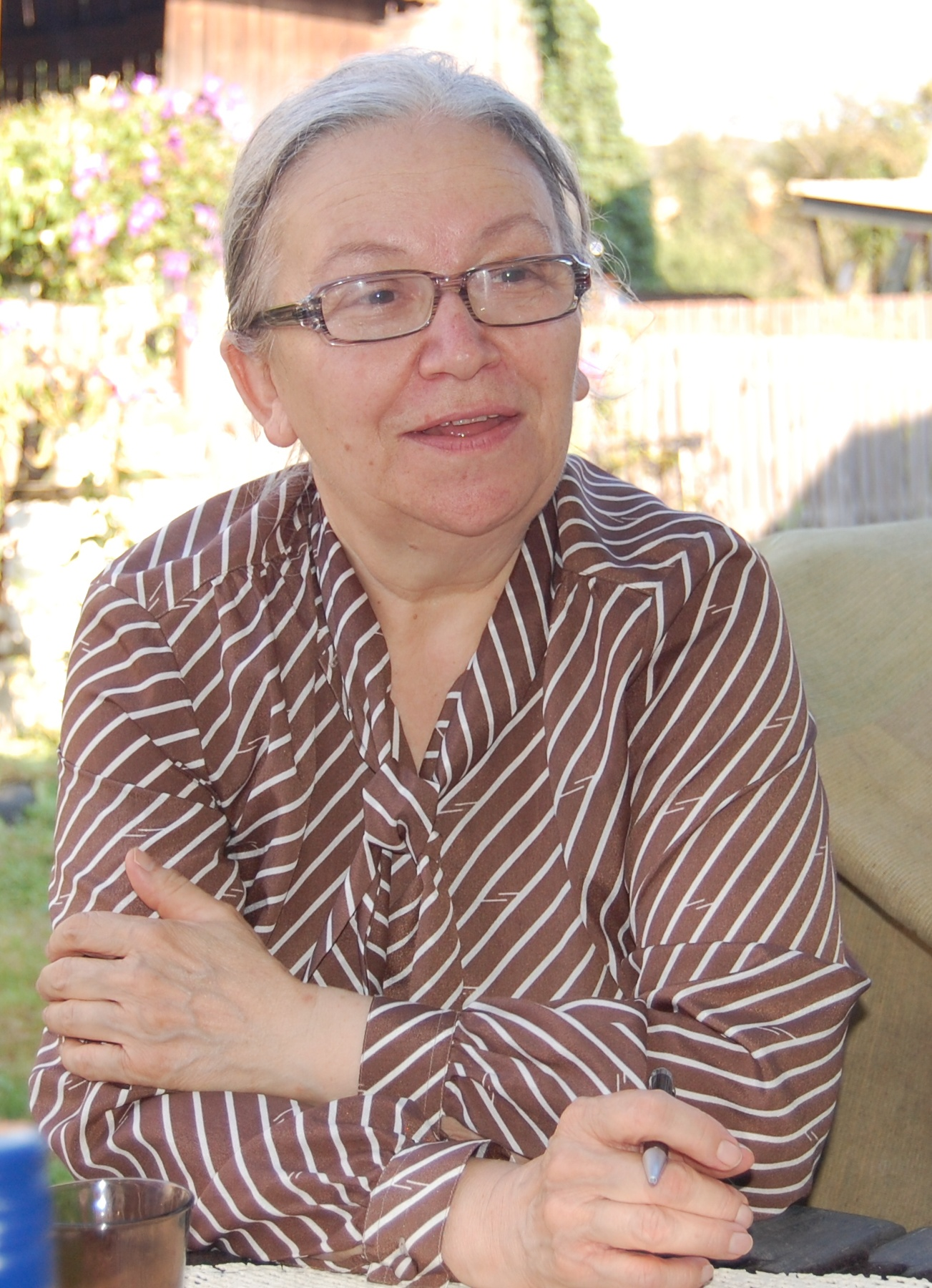
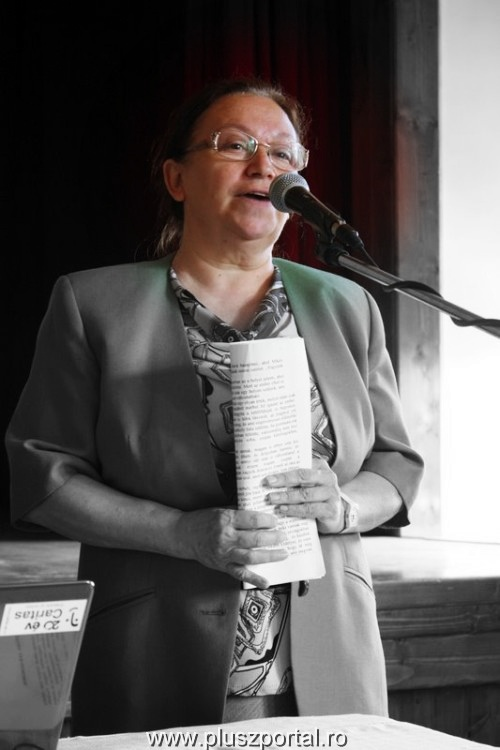